# Horstdorf
Horstdorf là một đô thị thuộc huyện Wittenberg, bang Saxony-Anhalt, Đức.
Bản mẫu:Cities and towns in Wittenberg (district)